# Гнат Василевич
Гнат Василевич — гетьман запорізького козацтва протягом 1596-1597 років.

## Життєпис
Ім'я цього гетьмана виникає в історичній документалістиці після повстання Наливайка. Це були тяжкі часи для козацтва, оскільки уряд Речі Посполитої проголосив козаків ворогами корони. Одначе Гнат Василевич дотримувався думки, що цьому мусить настати край, адже попри всі кривди, що їх козаки завдали полякам, а поляки — козакам, обставини складалися так, що і полякам, і українцям треба разом протистояти спільному ворогові — Кримській орді, і дбати про охорону південних кордонів України, а отже й кордонів Речі Посполитої. Краще за козаків цього ніхто не зробить, отож, Запоріжжя, що б там про нього не кричали у сеймі, мусить жити.
Ця думка гетьмана дуже скоро набула реального підтвердження. Влітку 1596 року хан зібрав велике військо, яке мав намір вести в Угорщину, на допомогу османам. Ясно, що шлях його пролягатиме через українські землі, а від цього гинутимуть і українці, й поляки. Козацький гетьман попередив про це урядовців Речі Посполитої, одначе при дворі короля до цього поставилися з недовір'ям: хотіли чіткішого підтвердження. Й ось тоді Василевич посилає до Варшави полковника Каспара Підвисоцького і козака Гаврила Рожу, які мали привезти королеві «язика» — татарина з тих, що теж мали брати участь в поході на Угорщину. Можна не сумніватися, що Підвисоцький, один із ватажків повстання під проводом Северина Наливайка, подався до Варшави з власної волі, оскільки це було в його інтересах.
З цього приводу в архівах зберігся лист Гната Василевича до урядовців Речі Посполитої, в якому він пояснює мету козацької делегації і просить надавати в розпорядження козаків підводи, щоб ті могли вчасно прибути до столиці. А дещо згодом, завваживши, що старости прикордонних земель ще не усвідомили небезпеки і не готуються як слід до відсічі татарам, Василевич розіслав їм спеціальні універсали. В них він розповідав про військові приготування в Криму і закликав об'єднувати всі наявні військові сили та готувати до оборони фортечні замки.
Гетьманом Гнат Василевич пробув недовго. Можливо, йому зашкодили саме ці контакти з урядовцями Речі Посполитої. Однак, в часи козацьких незлагод він дбав про захист кордонів, захист рідної землі. І потім, самі реалії життя примушували Гната Василевича якимось чином мирити українців з поляками, оскільки їм все ж таки доводилося й далі існувати в межах однієї держави, маючи одного короля, один уряд, а водночас, давніх спільних ворогів.